# Traduzione di seconda mano
La traduzione di seconda mano è un concetto che è stato teorizzato dal semiologo cecoslovacco Anton Popovič. La traduzione di seconda mano ha varie altre denominazioni, tra cui “traduzione intermedia”, “traduzione indiretta”, “traduzione ponte” e “metatesto secondario”. In inglese è chiamata second-hand translation, intermediate translation, indirect translation, mediated translation o retranslation.
La traduzione di seconda mano non è una traduzione diretta prodotta a partire da un prototesto originale, ma è una traduzione indiretta che viene utilizzata dal traduttore, che non conosce la lingua di partenza del prototesto, per elaborare il metatesto finale. In questo caso, per poter produrre la sua traduzione, il traduttore usa una traduzione intermedia, che è stata scritta con un linguaggio di mediazione, una terza lingua chiamata “linguaggio intermedio” o "lingua pivot", che conosce. In poche parole, il prototesto originale scritto nella lingua A viene tradotto nella lingua pivot B per essere poi ritradotto nella lingua C, creando così il metatesto finale. Molto spesso il linguaggio intermedio e la lingua di arrivo del metatesto finale appartengono a culture affini.
La traduzione di seconda mano spesso viene fatta per esigenze informative o editoriali. Può capitare che nessun traduttore in una casa editrice conosca la lingua in cui è scritto un determinato prototesto. Per rimanere al passo con l'esigenza di sviluppo della cultura ricevente, la casa editrice può decidere di tradurre questo prototesto in una terza lingua per renderlo fruibile e soprattutto traducibile in altre lingue. Inoltre la traduzione indiretta è anche utile nel caso in cui la cultura del prototesto sia molto diversa da quella della cultura ricevente, sia per motivi geografici che per motivi genetici (cioè relativi all'origine). Spesso però alcuni errori, interpretazioni sbagliate o malintesi fatti nella traduzione intermedia possono essere trasmessi nel nuovo metatesto.
Per esemplificare il suo concetto Popovič utilizza questo modello comunicativo:
Figura: E = emittente; P = prototesto; RP = ricevente del prototesto; T1 = traduttore della prima cultura;  M1 = metatesto nella prima cultura; RM1 = ricevente del metatesto nella prima cultura; T2 = traduttore nella seconda cultura; M2 = metatesto nella seconda cultura; RM2 = ricevente del metatesto nella seconda cultura.
Popovič parla ancora della traduzione di seconda mano quando esemplifica tutte le possibili relazioni fra prototesto e metatesto in base alla loro origine e funzione. In questo caso, la traduzione di seconda mano è classificata come metatesto “armonioso”, ovvero “conforme” e “non conflittuale” con il testo di partenza, dove si applica un procedimento di riscrittura, un atteggiamento che può essere chiamato “calco” (secondo la teoria di Popovič). Simili alla traduzione di seconda mano, in questa classificazione, sono anche il plagio, la riscrittura e la citazione.